# Thaida
Thaida és un gènere de la família dels austroquílids (Austrochilidae). Fou descrita per primera vegada l'any 1880 per Karsch. Els individus d'aquest gènere viuen a Xile i Argentina

## Taxonomia
Mentre de 2017, conté 2 espècies:
- Thaida chepu, Platnick, 1987
- Thaida peculiaris, Karsch, 1880 (espècie tipus)